# Brigades de partisans soviétiques
Pour un article plus général, voir Partisans soviétiques.
Les brigades de partisans soviétiques (1941—1944) (biélorusse : партызанская брыгада), étaient la forme d'organisation des unités de Partisans soviétiques, la principale forme d'organisation sur le territoire de la RSSB.

## Histoire
Sur le territoire de la BSSR, la première unité semblable à une brigade («Pavlovskiy Harrison») fut créée en janvier 1942 (Aktsyabrski dist. de la province de Palesye).
La brigade comprenait plusieurs milliers de combattants en 3—7 détachements (rarement appelés bataillons). 
L'accent mis sur les brigades le fut pour embellir la capacité offensive des unités de partisans, pour faciliter leur coopération, la coordination mutuelles des activités, l'efficacité des liaisons et un meilleur soutien logistique.

## Sources
- (en) Cet article est partiellement ou en totalité issu de l’article de Wikipédia en anglais intitulé « Soviet partisan brigade 1941–1944 » (voir la liste des auteurs).

- А.Л. Манаенкаў. Партызанскі атрад у Вялікую Айчынную вайну // Беларуская энцыклапедыя: У 18 т. Т. 12. — Мінск: БелЭн, 2001. — 560 с. p. 124.  (ISBN 985-11-0198-2) (т.12). The source references: Беларусь у Вялікай Айчыннай вайне 1941—1945: Энцыкл. Мн., 1990. С. 456—474. Партизанские формирования Белоруссии в годы Великой Отечественной войны (июль 1941—июль 1944). — Мн., 1983.
- General of Army Prof. Kozlov M.M. (ed.), Great Patriotic War 1941-1945 encyclopaedia (Velikaya Ottechestvennaya Voina 1941-1945 entsiklopedia), Moscow, Soviet Encyclopaedia (Pub.), 1985